# 戸田忠義
戸田 忠義（とだ ただよし、1864年9月1日（元治元年8月1日）- 1915年（大正4年）4月15日）は、明治期の政治家、尋常小学校教員、華族。貴族院子爵議員。

## 経歴
下野宇都宮藩一門重臣・戸田忠至の嫡男戸田忠綱の長男として生まれる。忠義の出生当時、祖父の忠至はすでに大名格であったが、2年後の慶応2年（1866年）に分知を受けて支藩下野高徳藩主となった。父の忠綱もその跡を継いで明治2年（1869年）に高徳藩知事、のち曾我野藩知事となった。
父の隠居に伴い、1882年（明治15年）6月29日に家督を相続する。1884年（明治17年）7月8日、子爵を叙爵した。
1883年（明治16年）宮中賢所勤番に就任する。1893年（明治26年）7月、東京音楽学校本科師範部を卒業。1897年（明治30年）7月10日、貴族院子爵議員に選出され、1900年（明治33年）9月29日に辞職した。1910年（明治43年）から尋常第一横須賀小学校（現在の横須賀市立諏訪小学校）の教員となった。
1915年（大正4年）4月、横須賀市汐入の自宅で病のため死去した。

## 親族
- 先妻 清子（すがこ、岡部長職長女、離縁）[1]
- 後妻 慶子（けいこ、鶴田氏）[1]
- 男子 戸田忠粛（子爵、大蔵官僚）[1]